# Yo'okop
Yo'okop (Yocop) (del maya: Okoop: Hoyo, barranco; Yok'oopil haa: Charco de agua), es el nombre de un yacimiento arqueológico maya localizado en la jurisdicción de Cochuah en el actual estado de Quintana Roo, México.  

## Datos históricos
La región de Quintana Roo, que tiene como centro la población de Chan Santa Cruz, sirvió de refugio a los indígenas mayas sublevados durante la denominada Guerra de Castas en la segunda parte del siglo XIX, hasta que fueron vencidos por el ejército federal mexicano en 1902. En ese año se escindió, por decisión del gobierno de Porfirio Díaz, una porción del territorio de la península de Yucatán del estado del mismo nombre, para crearse entonces el territorio federal, que más tarde se convertiría en el actual estado de Quintana Roo.
El sitio de Yo'okop fue reconocido a partir de los trabajos del arqueólogo estadounidense Herbert J. Spinden, quien junto con el periodista del New York Times, Gregory Mason, hacia los años 1920s escribieron en torno a él.  Trabajo arqueológico reciente ha revelado que se trata de un sitio que fue un centro urbano importante en la época precolombina. Fue habitado al menos a lo largo del periodo posclásico como se ha desprendido a partir de dataciones de vestigios de cerámica y de la arquitectura del lugar.
El tamaño de Yo’okop puede ser apreciado por la pirámide contenida en el sitio que se encuentra cubierta de vegetación pero que tiene una altura de 28 m, sólo 2 m menor que el templo de Kukulkán, pirámide principal de Chichén Itzá. El lugar consta de cuatro grupos arquitecturales construidos de piedra, unidos entre sí por una pequeña red de sacbeob. Las áreas entre tales grupos contenían casas habitación construidas de materiales degradables que no se pueden observar en la actualidad.
Se ha conducido en el año 2000 un proyecto de exploración arqueológica bajo la dirección de Justine Shaw y Dave Johnstone, especialistas estadounidenses. Hasta 2009 el equipo integrado para ese fin ha estudiado el sitio cartografiándolo, haciendo análisis de la cerámica encontrada y perforando pozos de prueba. La información recabada muestra cómo el conjunto estaba organizado, formaba parte de una red de comercio y cómo evolucionó con el tiempo. A partir de esta investigación se ha ampliado el proyecto de reconocimiento a un área mayor de la región de Cochuah. 
Otros arqueólogos del mismo grupo han analizado estelas mostrando a los regidores del lugar y una parcialidad de muro que representa a un jugador de pelota en bajo relieve, así como otros elementos escultóricos de naturaleza jeroglífica.